# Josh Ball
Josh Ball (Fredericksburg, 15 maggio 1998) è un giocatore di football americano statunitense che milita nel ruolo di offensive tackle per i Dallas Cowboys della National Football League (NFL).

## Carriera

### Dallas Cowboys
Ball al college giocò a football a Florida State (2017), al Butler Community College (2018) e alla Marshall University (2019-2020). Fu scelto nel corso del quarto giro (138º assoluto) nel Draft NFL 2021 dai Dallas Cowboys. Alcuni esperti lo consideravano una scelta tra le prime settanta ma a causa di problemi fuori dal campo scivolò fino al quarto giro. A causa di un infortunio alla caviglia perse la sua intera annata da rookie. Nella stagione successiva disputò 13 partite, nessuna delle quali come titolare, senza fornire prestazioni convincenti, tanto che i Cowboys furono costretti a firmare il quarantenne Jason Peters. Complessivamente disputò solo 41 snap, faticando nella protezione sui passaggi.